# Sjarhej Kutschmassou
Sjarhej Wassilewitsch Kutschmassou (belarussisch Сяргей Васілевіч Кучмасоў, russisch Сергей Васильевич Кучмасов/Sergei Wassiljewitsch Kutschmassow, * 3. August 1981 in Pensa, Russland) ist ein ehemaliger belarussischer Wasserspringer, der im Kunstspringen vom 1-m- und 3-m-Brett sowie im 3-m-Synchronspringen antrat. Er nahm an zwei Olympischen Spielen teil.
Kutschmassou bestritt seine erste Weltmeisterschaft im Jahr 2003 in Barcelona, schied dort jedoch in beiden Einzelwettbewerben vom Brett und im 3-m-Synchronspringen mit Alexander Warlamow jeweils auf hinteren Rängen nach dem Vorkampf aus. Im folgenden Jahr startete er in Athen erstmals bei den Olympischen Spielen. Vom 3-m-Brett belegte er im Vorkampf Rang 25. Kutschmassou erreichte bei der Weltmeisterschaft 2005 in Montreal im Synchronwettbewerb mit Warlamow erstmals ein WM-Finale, in dem sie Zehnte wurden. Auch bei der Europameisterschaft 2006 in Budapest konnte er mit Warlamow das Finale erreichen und Rang acht erringen, im Einzel vom 3-m-Brett wurde er Zehnter. Es waren seine besten EM-Ergebnisse. Bei der Weltmeisterschaft 2007 in Melbourne erreichte Kutschmassou, diesmal im Einzelwettbewerb vom 3-m-Brett, erneut ein Finale und belegte abermals Rang zehn. Er bestritt im Jahr 2008 in Peking seine zweiten Olympischen Spiele und errang vom 3-m-Brett, wie bei seiner ersten Teilnahme, Rang 25 nach dem Vorkampf. Nach den Spielen beendete Kutschmassou seine aktive Karriere.